# Engadiner Museum

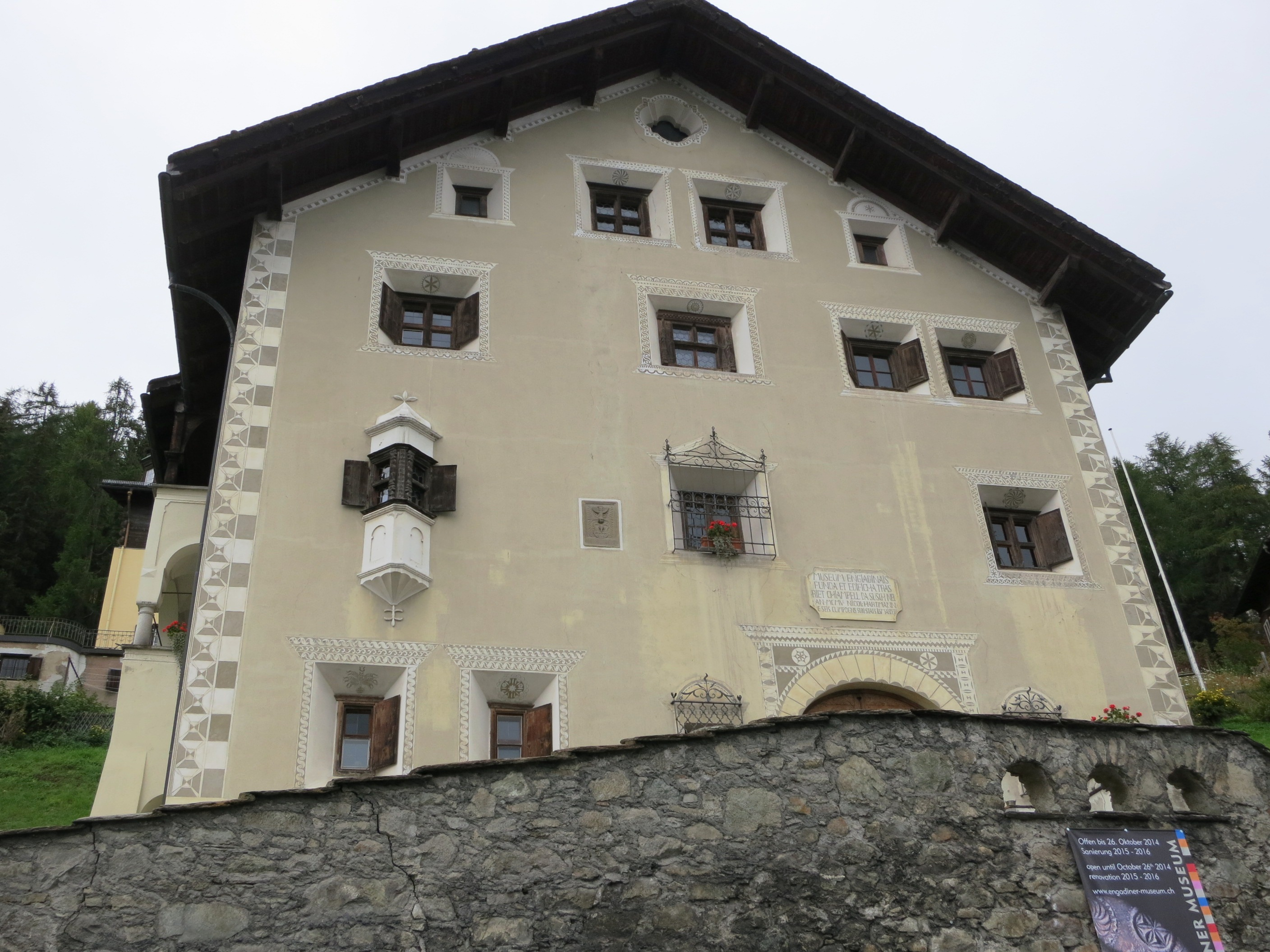
Engadiner Museum an der Via dal Bagn

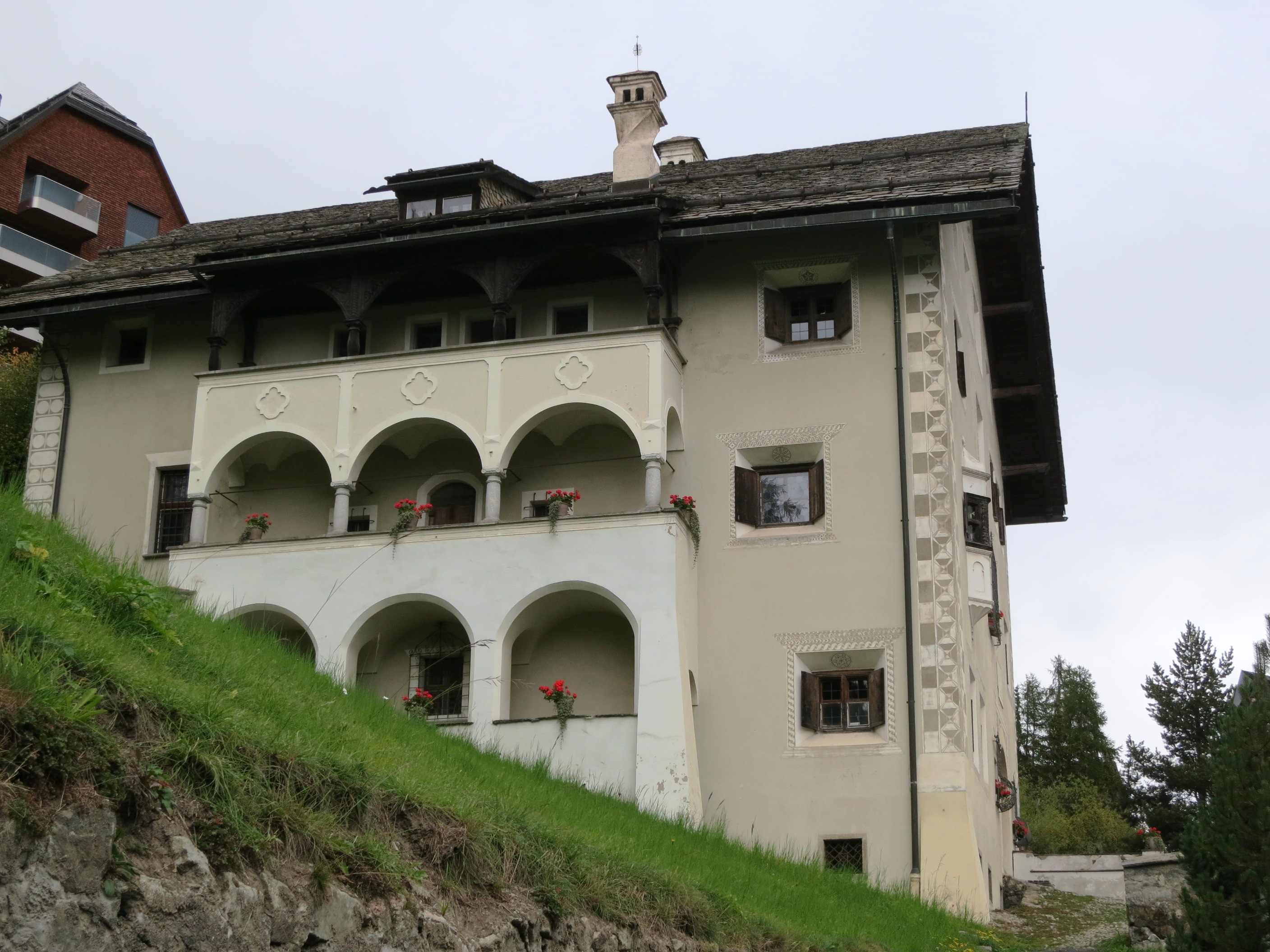
Blick auf die Arkaden

Das Engadiner Museum in St. Moritz im Oberengadin in der Schweiz ist ein volkskundliches Heimatmuseum.

## Lage und Bedeutung
Es liegt an der Via dal Bagn 39 an der Grenze zwischen den traditionellen Dorfteilen Bad und Dorf und ist einer der ersten Exponenten des Heimatstils in Graubünden.

## Geschichte

Engadiner Museum, 1906

Richard Campell, der Gründer und Erbauer des Museums, wollte für seine Sammlung bündnerischer und Engadiner Möbel und Hausgeräte ein spezielles Haus erstellen. Der Grundriss und äussere Aufbau sollte dem typischen Engadinerhaus entsprechen und in die einzelnen Räume wollte er historische Zimmer einbauen lassen, die er käuflich für die Nachwelt retten konnte. Das Haus wollte er als kulturhistorisches Museum der Öffentlichkeit zugänglich machen.
Sein Baumeister Nicolaus Hartmann jun. erstellte das Haus 1905–1906 im typischen Engadinerstil, wobei er ältere Bausubstanzen einbaute: Erker, Wappentafel und Korridorgitter des ersten Stockes stammen vom abgerissenen Salis-Haus Turtach in Celerina, das mit barocken Ornamenten verzierte hölzerne Tor mit geschmiedetem Schloss aus Zernez.
An der Seite sind auffällige Arkaden nach dem Vorbild des alten Klosters Chà Gronda in Unter-Scuol, dem heutigen Unterengadiner Museum, angebracht.
1911 konnte das Engadiner Museum mit finanziellen Mitteln aus der ganzen Schweiz gekauft und in die gleichnamige Stiftung überführt werden.

## Museumsräume

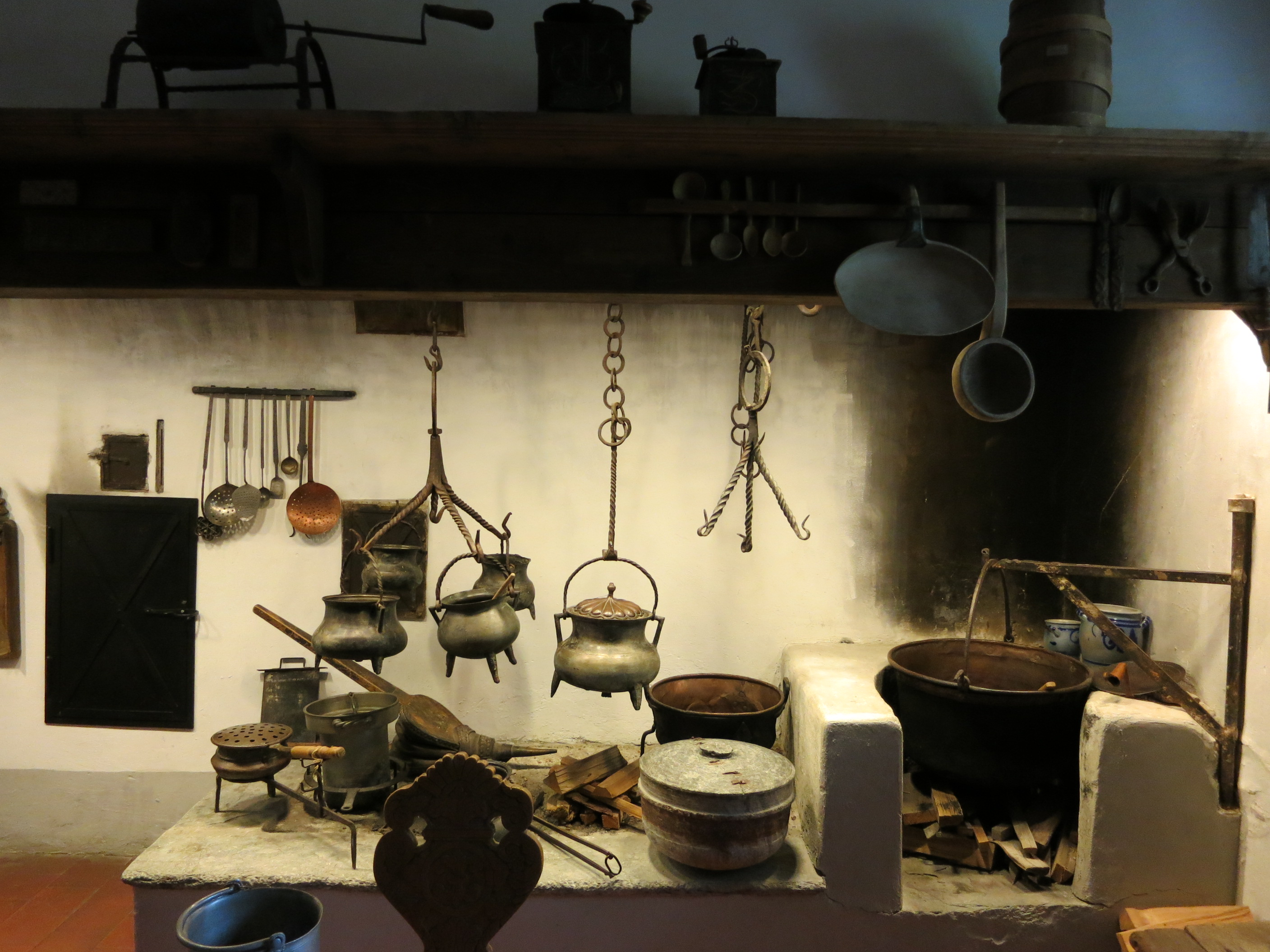
Raum 3: Küche mit Feuerplatte und Kaminmantel

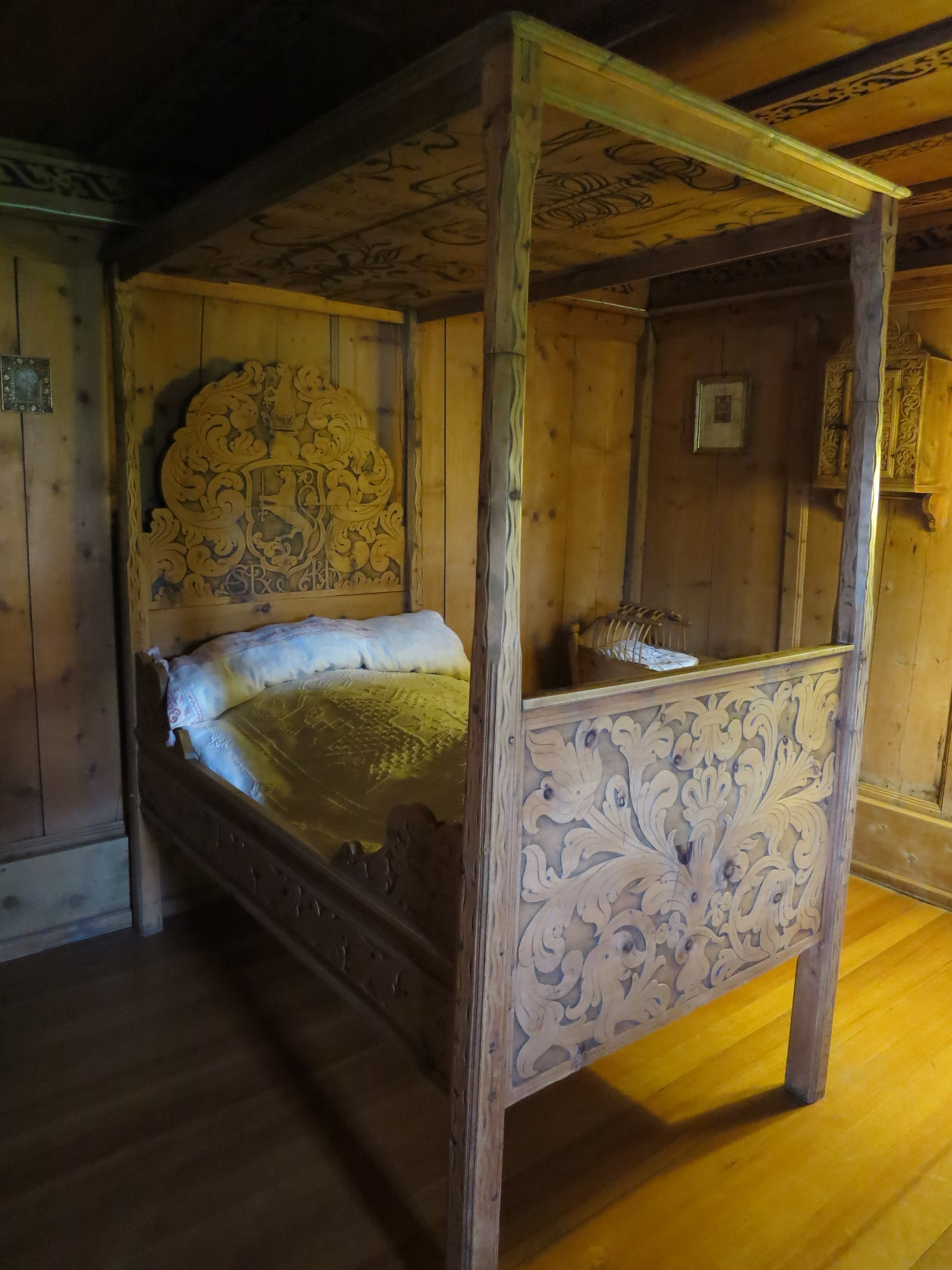
Raum 12: Himmelbett aus der Pestzeit um 1575

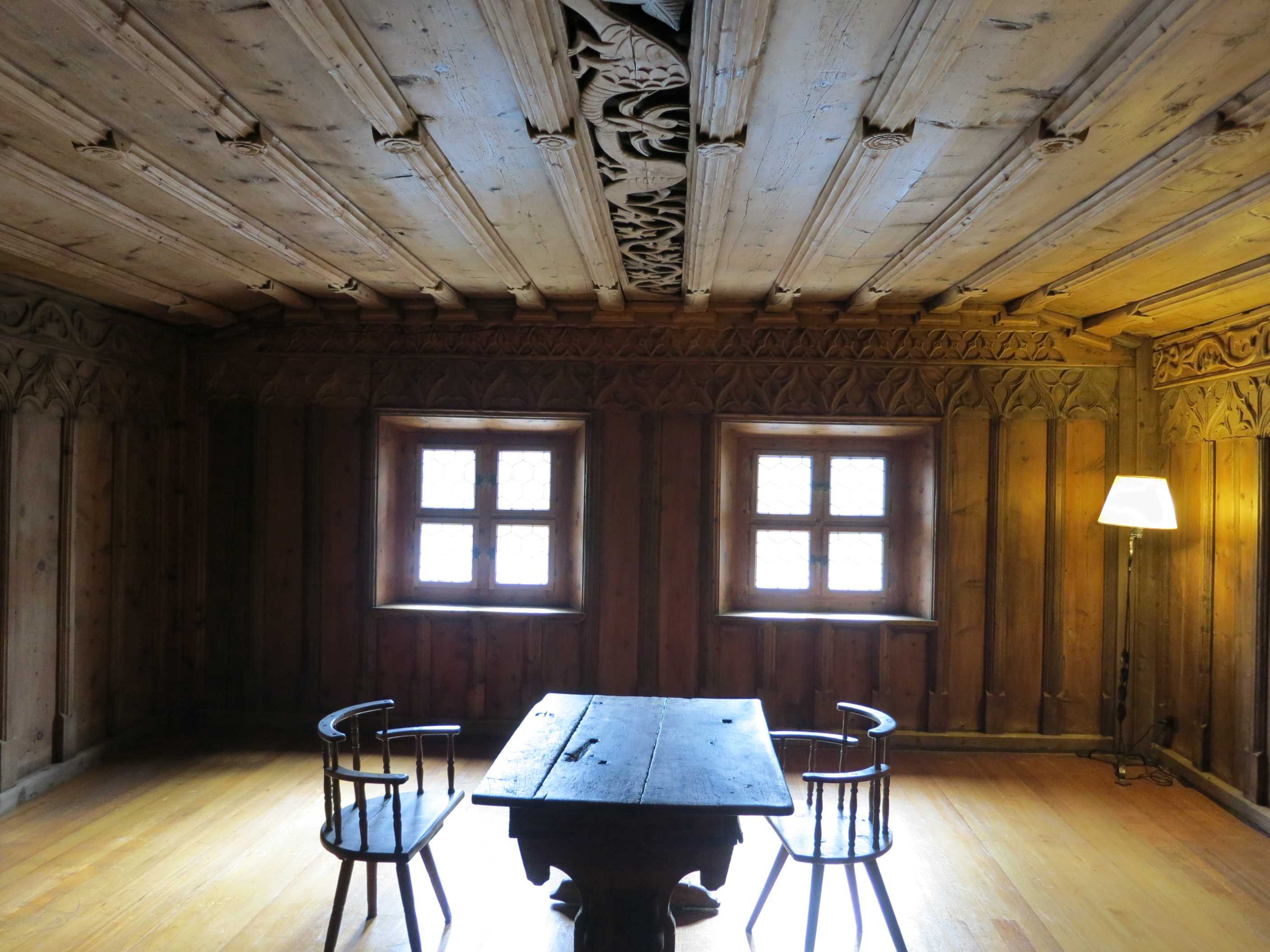
Raum 18: bischöfliche Domänenverwaltung Savognin vor 1300

Das Engadiner Museum präsentiert neben den Räumlichkeiten des klassischen Engadinerhauses in Dauer- und Sonderausstellungen den im 19. Jahrhundert vollzogenen Wandel des Engadiner Hochtals von einer rein landwirtschaftlich geprägten Region zu einer Hochburg des internationalen Tourismus.

### Parterre
- 1: Sulèr: Engadiner Bockschlitten
- 2: Engadiner Bauernstube aus Zuoz, Mitte 17. Jh.
- 3: Küche: Feuerherd

### Erster Stock
- 4: Stube mit Spinnrädern aus Brail, 1580
- 5: Prunkzimmer (Stüva sur), Bauernhaus Zuoz, 17. Jh.
- 6: Kleiner Korridor: Möbel
- 7: Prunkstube Landadelfamilie à Marca, Mesocco, 1621
- 8: Kopie gewölbter Saal aus S-chanf, Mitte 17. Jh.
- 9: Prunksaal Visconti-Venosta, Grosio (Veltlin), anfangs 17. Jh.

### Zweiter Stock
- 10: Kopie Korridor Planta-Haus Samedan, 1589
- 11: Engadinerstube 18. Jh.
- 12: Spätgotisches Schlafzimmer, Präsanz: Himmelbett aus der Pestzeit um 1575
- 13: Spätgotische Gaststube einer Herberge, Savognin, 1579
- 14: Vorratskammer (Chamineda)
- 15: Naturalienkabinett von Patrizierhäusern
- 16: Raum für Wechselausstellungen
- 17: Dachkorridor: Engadiner Trachten und Textilien
- 18: Hochgotischer Saal, bischöfliche Domänenverwaltung, Savognin, vor 1300

### Untergeschoss («Cuort»)
- Die prähistorische Quellfassung der St. Mauritiusquelle von 1411 v. Chr. befindet sich seit Juli 2014 im Forum Paracelsus in St. Moritz-Bad.